# The Best of Rob Zombie: 20th Century Masters The Millennium Collection
The Best of Rob Zombie: 20th Century Masters The Millennium Collection è una raccolta di canzoni di Rob Zombie, pubblicata nel 2006 dalla Geffen Records. Il 10 aprile 2015 negli Stati Uniti è stata premiata con il disco d'oro dalla RIAA.

## Tracce
1. Thunder Kiss '65 – 3:54
2. Black Sunshine (feat. Iggy Pop) – 4:49
3. More Human than Human – 4:28
4. Super Charger Heaven – 3:37
5. Dragula – 3:42
6. Superbeast – 3:40
7. Living Dead Girl – 3:22
8. Never Gonna Stop (The Red, Red Kroovy) – 3:09
9. House of 1000 Corpses/Unholy 3 – 9:26
10. Feel So Numb – 3:53
11. The Devil's Rejects – 3:54
12. The Lords of Salem – 4:13

## Formazione
- Rob Zombie - voce
- John 5 - chitarra
- Piggy D. - basso
- Tommy Clufetos - batteria, percussioni